# 2092 Sumiana
2092 Sumiana је астероид главног астероидног појаса са средњом удаљеношћу од Сунца која износи 2,848 астрономских јединица (АЈ).
Апсолутна магнитуда астероида је 11,9.